# Ричард Холбрук
Ричард Холбрук (на английски: Richard Charles Albert Holbrooke; 24 април 1941 – 13 декември 2010) е американски дипломат, член на правителствената агенция на САЩ Корпус на мира и единственият човек, в качеството му на заместник държавен секретар, който е отговарял за два региона на света (Азия 1977 – 1981 и Европа 1994 – 1996).
Считан е за архитект и основен посредник при сключване на Дейтънското споразумение през 1995 г. за установяване на мира в Босна и Херцеговина, с което се слага край на войната, продължила три години и половина.
Холбрук е номиниран седем пъти за Нобеловата награда за мир.